# Championnat d'Irlande de football
Cet article traite uniquement de la compétition masculine. Pour la compétition féminine, voir Championnat d'Irlande féminin de football.
Pour le championnat d'Irlande qui incluait des clubs de toute l'île jusqu'en 1920, voir Championnat d'Irlande du Nord de football.
Le championnat d'Irlande de football, connu sous le nom de SSE Airtricity League, est une compétition annuelle mettant aux prises les vingt-deux meilleurs clubs de football de l'Irlande. La première journée de l'édition inaugurale s'est tenue en 1921.
Connu pour des raisons de parrainage sous le nom de Airtricity League, le championnat s'est complètement réformé en 2007 pour devenir la FAI League of Ireland[réf. nécessaire].
Il existe un système de promotion/relégation entre la Premier Division (équivalent de la première division) et la First Division (équivalent de la deuxième division). Cependant, il n'y a pas de système de promotion/relégation au-dessous de la First Division. C'est la fédération nationale qui désigne et révoque les clubs, habituellement pour des raisons économiques.
Autre caractéristique, contrairement aux autres compétitions d’Europe de l'ouest, le championnat se joue sur une année civile.

## Histoire du championnat d'Irlande
Le championnat d'Irlande a été créé en 1921 après l'indépendance de l'Irlande. Avant cette date, les clubs participaient à la Irish Football League, qui est devenue après la partition de l'Irlande, le championnat nord-irlandais. Ces changements de compétition font que trois clubs du championnat actuel de la république d'Irlande (Derry City FC, Bohemians FC et Shelbourne FC) sont détenteurs de l'actuelle coupe d'Irlande du Nord.
Il comportait à l'origine huit équipes, toutes de Dublin, et la première édition fut remportée par Saint James's Gate FC. Durant les quarante années suivantes, le championnat connut une formule à géométrie variable s’élargissant jusqu’à vingt-deux clubs.
Le championnat irlandais était très populaire jusqu'aux années 1960 ; ensuite le public commença à faire défaut. En effet, l'exposition aux prestigieuses ligues voisines que sont l'Écosse et l'Angleterre amena la plupart des passionnés de football irlandais à s'intéresser à une équipe britannique plutôt qu'à leurs clubs locaux. Ainsi, les médias ont largement délaissé le championnat irlandais et il fallut attendre 1997 pour qu'un match irlandais soit diffusé sur une télévision locale.
En 1985 fut créée une deuxième division, la First Division, avec six clubs. On avait donc une D1 de douze clubs, la Premier Division, et une D2, la First Division, de dix clubs. Naturellement, cette nouveauté impliqua promotions et relégations entre les deux échelons. Le dernier de First Division à l'époque était prié de reformuler une demande d'adhésion à la ligue. En 2007, la First Division est passée à douze clubs.

## La professionnalisation du championnat
À la fin des années 1990, avec la professionnalisation montante des équipes du championnat, les foules ont commencé à réapparaître dans les stades. De plus, les récentes performances en coupes d'Europe des Bohemians, de Cork, Shelbourne FC et Derry ont conduit les médias à s'intéresser plus avant au championnat irlandais, les affluences s'améliorant en conséquence.
Néanmoins, le football irlandais est toujours confronté à la concurrence de l'Angleterre et de l'Écosse, mais aussi du rugby et des jeux gaéliques. Des clubs comme le Celtic Glasgow ou Liverpool possèdent bien plus de fans en Irlande que les meilleurs clubs du championnat.
En Irlande, la professionnalisation des clubs amena également son lot de troubles financiers. Le mythique club des Shamrock Rovers, sans terrain fixe et surendetté, fut proche du dépôt de bilan en 2005. Le club fut alors sauvé par ses supporters qui ont payé une part des dettes du club et pris ensuite son contrôle. Autre exemple : le club de Dublin City (anciennement Home Farm FC) résilia son adhésion à la ligue après le départ de la compagnie propriétaire du club. À l'issue de la saison 2006, la série noire continue : Shelbourne, alors champion en titre, se voit affublé des mêmes problèmes que leur rivaux des Rovers un an auparavant. Les Shels perdent alors la totalité de leur effectif et sont donc rétrogradés en First Division avec des restrictions budgétaires importantes. Fait remarquable : ne voulant pas mettre en péril le coefficient UEFA du championnat avec d'éventuels mauvais résultats, le club a décidé de laisser sa place en tour préliminaire de Ligue des Champions, pourtant gagnée sur le terrain. C'est donc le vice-champion, Derry, qui profita de ce cadeau. Ironiquement, Derry fut le suivant sur la liste des catastrophes financières, parvenant à peine à garder une place en First Division pour la saison 2010 après avoir été exclu de la ligue en première instance.

## Particularités du championnat

### Calendrier
Jusqu'à 2003, le championnat fonctionnait sur un calendrier classique en commençant les matchs l'été, en continuant l'hiver et en finissant au printemps. Mais pour améliorer les résultats européens et éviter le problème des conditions climatiques, le calendrier a changé, les matchs commencent en février et terminent en novembre. Il y a deux périodes de transferts, une réservée aux transferts irlandais, et une autre durant l'été pour les transferts internationaux. C'est le seul championnat européen utilisant ce type de calendrier qui ne soit ni scandinave, ni de l'Europe de l'Est.

### Derry City
Le championnat comprend un club d’Irlande du Nord, Derry City FC. Derry évolue jusqu'en 1972-1973 en championnat d'Irlande du Nord. Ce club catholique généra de nombreux troubles du fait du conflit nord-irlandais et la League interdit les matches au Brandywell Stadium pour raisons de sécurité (1971). Contraint de disputer ses matchs à domicile à Coleraine (ville située à 50 km de Derry), Derry démissionna du championnat d'Irlande du Nord en 1972. Le club fit une demande pour évoluer en championnat de la république d'Irlande. La Fédération nord irlandaise et la FIFA acceptèrent. Incorporé en championnat de D2 d'Irlande en 1985, Derry accéda en Première Division en 1987 et remporta un triplé historique en 1989 (championnat, coupe et coupe de la League).

## FAI League of Ireland
La fédération d’Irlande de football et la ligue professionnelle se sont associées pour créer à partir de la saison 2007 une nouvelle compétition la FAI National League. Cette compétition s’inscrit dans la continuité des championnats précédents. La composition de cette nouvelle ligue fut décidée par une commission indépendante (l’Independant Assessement Group ou IAG). La sélection des équipes fut fondée sur le classement final de la saison 2006, les performances de chaque équipe sur les cinq dernières années, les infrastructures, le nombre de licences et les densités de population dans les régions des différents clubs, le tout sur un planning de cinq ans.
La nouvelle compétition comprend vingt clubs répartis en deux niveaux, la Premier Division (l’élite) et la First Division avec dix équipes chacune.

## Compétitions européennes

### Qualification pour les coupes européennes
- L'équipe remportant le championnat est qualifiée pour le deuxième tour de qualification de la Ligue des champions. Elle a donc trois matches aller-retour à gagner pour se qualifier pour la compétition proprement dite.
- Trois équipes sont qualifiées, les équipes classées deuxième et troisième du championnat ainsi celle remportant la Coupe d'Irlande, se qualifient pour le deuxième tour de qualifications de la Ligue Europa Conférence. Elles ont donc quatre matches aller-retour à gagner pour se qualifier à la compétition proprement dite.

### Classement du championnat
Le tableau ci-dessous récapitule le classement de l'Irlande au coefficient UEFA depuis 1960. Ce coefficient par nation est utilisé pour attribuer à chaque pays un nombre de places pour les compétitions européennes ainsi que les tours auxquels les clubs doivent entrer dans la compétition.
| 1960 | 1961 | 1962 | 1963 | 1964 | 1965 | 1966 | 1967 | 1968 | 1969 | 1970 | 1971 | 1972 | 1973 | 1974 | 1975 | 1976 | 1977 | 1978 | 1979 | 1980 | 1981 | 1982 | 1983 | 1984 | 1985 | 1986 | 1987 | 1988 | 1989 |
| ---- | ---- | ---- | ---- | ---- | ---- | ---- | ---- | ---- | ---- | ---- | ---- | ---- | ---- | ---- | ---- | ---- | ---- | ---- | ---- | ---- | ---- | ---- | ---- | ---- | ---- | ---- | ---- | ---- | ---- |
| 26   | 26   | 27   | 27   | 26   | 26   | 26   | 25   | 26   | 28   | 27   | 27   | 31   | 27   | 28   | 28   | 26   | 24   | 27   | 25   | 24   | 24   | 24   | 24   | 24   | 24   | 29   | 30   | 31   | 31   |
| 1990 | 1991 | 1992 | 1993 | 1994 | 1995 | 1996 | 1997 | 1998 | 1999 | 2000 | 2001 | 2002 | 2003 | 2004 | 2005 | 2006 | 2007 | 2008 | 2009 | 2010 | 2011 | 2012 | 2013 | 2014 | 2015 | 2016 | 2017 | 2018 | 2019 |
| 32   | 31   | 31   | 32   | 33   | 35   | 37   | 43   | 44   | 41   | 41   | 38   | 37   | 39   | 40   | 38   | 40   | 35   | 35   | 30   | 29   | 31   | 33   | 36   | 43   | 40   | 41   | 38   | 39   | 37   |
| 2020 | 2021 | 2022 | 2023 | 2024 | 2025 |      |      |      |      |      |      |      |      |      |      |      |      |      |      |      |      |      |      |      |      |      |      |      |      |
| 42   | 37   | 40   | 36   | 35   | 31   |      |      |      |      |      |      |      |      |      |      |      |      |      |      |      |      |      |      |      |      |      |      |      |      |

Le tableau suivant affiche le coefficient actuel du championnat irlandais.
| Rang | Pays        | 2020-2021 | 2021-2022 | 2022-2023 | 2023-2024 | 2024-2025 | Coefficient |
| ---- | ----------- | --------- | --------- | --------- | --------- | --------- | ----------- |
| 29   | Bulgarie    | 4,000     | 3,375     | 4,500     | 4,375     | 3,625     | 19,875      |
| 30   | Azerbaïdjan | 2,500     | 4,375     | 4,000     | 5,875     | 2,875     | 19,625      |
| 31   | Irlande     | 1,875     | 2,875     | 3,375     | 1,500     | 5,343     | 14,968      |
| 32   | Moldavie    | 1,375     | 5,250     | 3,750     | 2,000     | 2,000     | 14,500      |
| 33   | Islande     | 0,625     | 1,500     | 3,000     | 3,833     | 4,562     | 13,520      |

### Coefficient UEFA des clubs
| Rang | Club                   | 2020-2021 | 2021-2022 | 2022-2023 | 2023-2024 | 2024-2025 | Coefficient |
| ---- | ---------------------- | --------- | --------- | --------- | --------- | --------- | ----------- |
| 99   | Shamrock Rovers        | 1,500     | 2,500     | 2,500     | 1,500     | 9,875     | 17,875      |
| 244  | Dundalk FC             | 3,000     | 2,000     | -         | 1,500     | -         | 8,500       |
| 258  | St. Patrick's Athletic | -         | -         | 2,000     | 1,000     | 2,500     | 5,500       |
| 277  | Derry City             | 1,000     | -         | 1,000     | 2,000     | 1,000     | 5,000       |
| 356  | Sligo Rovers           | -         | 1,000     | 2,000     | -         | -         | 3,000       |
| 359  | Bohemian FC            | 1,000     | 2,000     | -         | -         | -         | 3,000       |

## Palmarès
| Saison    | Champion                                 |
| 1921-1922 | Saint James's Gate Football Club (1)     |
| 1922-1923 | Shamrock Rovers Football Club (1)        |
| 1923-1924 | Bohemian Football Club (1)               |
| 1924-1925 | Shamrock Rovers (2)                      |
| 1925-1926 | Shelbourne Football Club (1)             |
| 1926-1927 | Shamrock Rovers (3)                      |
| 1927-1928 | Bohemian FC (2)                          |
| 1928-1929 | Shelbourne FC (2)                        |
| 1929-1930 | Bohemian FC (3)                          |
| 1930-1931 | Shelbourne FC (3)                        |
| 1931-1932 | Shamrock Rovers (4)                      |
| 1932-1933 | Dundalk Football Club (1)                |
| 1933-1934 | Bohemian FC (4)                          |
| 1934-1935 | Dolphin Football Club (1)                |
| 1935-1936 | Bohemian FC (5)                          |
| 1936-1937 | Sligo Rovers Football Club (1)           |
| 1937-1938 | Shamrock Rovers (5)                      |
| 1938-1939 | Shamrock Rovers (6)                      |
| 1939-1940 | Saint James's Gate FC (2)                |
| 1940-1941 | Cork United Football Club                |
| 1941-1942 | Cork United (2)                          |
| 1942-1943 | Cork United (3)                          |
| 1943-1944 | Shelbourne FC (4)                        |
| 1944-1945 | Cork United (4)                          |
| 1945-1946 | Cork United (5)                          |
| 1946-1947 | Shelbourne FC (5)                        |
| 1947-1948 | Drumcondra Football Club (1)             |
| 1948-1949 | Drumcondra FC (2)                        |
| 1949-1950 | Cork Athletic Football Club (1)          |
| 1950-1951 | Cork Athletic (2)                        |
| 1951-1952 | St. Patrick's Athletic Football Club (1) |
| 1952-1953 | Shelbourne FC (6)                        |
| 1953-1954 | Shamrock Rovers (7)                      |
| 1954-1955 | St. Patrick's Athletic FC (2)            |
| 1955-1956 | St. Patrick's Athletic FC (3)            |
| 1956-1957 | Shamrock Rovers (8)                      |
| 1957-1958 | Drumcondra FC (3)                        |
| 1958-1959 | Shamrock Rovers (9)                      |
| 1959-1960 | Limerick Football Club (1)               |
| 1960-1961 | Drumcondra FC (4)                        |
| 1961-1962 | Shelbourne FC (7)                        |
| 1962-1963 | Dundalk FC (2)                           |
| 1963-1964 | Shamrock Rovers (10)                     |
| 1964-1965 | Drumcondra FC (5)                        |
| 1965-1966 | Waterford United Football Club (1)       |
| 1966-1967 | Dundalk FC (3)                           |
| 1967-1968 | Waterford United (2)                     |
| 1968-1969 | Waterford United (3)                     |
| 1969-1970 | Waterford United (4)                     |
| 1970-1971 | Cork Hibernians Football Club            |
| 1971-1972 | Waterford United (5)                     |
| 1972-1973 | Waterford United (6)                     |
| 1973-1974 | Cork Celtic Football Club (1)            |
| 1974-1975 | Bohemian Football Club (6)               |
| 1975-1976 | Dundalk Football Club (4)                |
| 1976-1977 | Sligo Rovers Football Club               |
| 1977-1978 | Bohemian Football Club (7)               |
| 1978-1979 | Dundalk Football Club (5)                |
| 1979-1980 | Limerick Football Club                   |
| 1980-1981 | Athlone Town Football Club               |
| 1981-1982 | Dundalk Football Club (6)                |
| 1982-1983 | Athlone Town Football Club (2)           |
| 1983-1984 | Shamrock Rovers Football Club (11)       |
| 1984-1985 | Shamrock Rovers Football Club (12)       |
| 1985-1986 | Shamrock Rovers Football Club (13)       |
| 1986-1987 | Shamrock Rovers Football Club (14)       |
| 1987-1988 | Dundalk Football Club (7)                |
| 1988-1989 | Derry City Football Club                 |
| 1989-1990 | St. Patrick's Athletic Football Club (4) |
| 1990-1991 | Dundalk Football Club (8)                |
| 1991-1992 | Shelbourne Football Club (8)             |
| 1992-1993 | Cork City Football Club                  |
| 1993-1994 | Shamrock Rovers Football Club (15)       |
| 1994-1995 | Dundalk Football Club (9)                |
| 1995-1996 | St. Patrick's Athletic Football Club (5) |
| 1996-1997 | Derry City Football Club (2)             |
| 1997-1998 | St. Patrick's Athletic Football Club (6) |
| 1998-1999 | St. Patrick's Athletic Football Club (7) |
| 1999-2000 | Shelbourne Football Club (9)             |
| 2000-2001 | Bohemian Football Club (8)               |
| 2001-2002 | Shelbourne Football Club (10)            |
| 2002-2003 | Bohemian Football Club (9)               |
| 2003      | Shelbourne Football Club (11)            |
| 2004      | Shelbourne Football Club (12)            |
| 2005      | Cork City Football Club (2)              |
| 2006      | Shelbourne Football Club (13)            |
| 2007      | Drogheda United Football Club            |
| 2008      | Bohemian Football Club (10)              |
| 2009      | Bohemian Football Club (11)              |
| 2010      | Shamrock Rovers Football Club (16)       |
| 2011      | Shamrock Rovers Football Club (17)       |
| 2012      | Sligo Rovers Football Club (3)           |
| 2013      | St. Patrick's Athletic Football Club (8) |
| 2014      | Dundalk Football Club (10)               |
| 2015      | Dundalk Football Club (11)               |
| 2016      | Dundalk Football Club (12)               |
| 2017      | Cork City Football Club (3)              |
| 2018      | Dundalk Football Club (13)               |
| 2019      | Dundalk Football Club (14)               |
| 2020      | Shamrock Rovers Football Club (18)       |
| 2021      | Shamrock Rovers Football Club (19)       |
| 2022      | Shamrock Rovers Football Club (20)       |
| 2023      | Shamrock Rovers Football Club (21)       |
| 2024      | Shelbourne Football Club (14)            |
| 2025      |                                          |

## Bilan
| \| Dublin Shamrock Rovers (21) Shelbourne FC (14) Bohemian FC (11) St. Patrick's Athletic FC (8) Drumcondra FC (5) Saint James's Gate FC (2) Dolphin FC (1) Cork City FC (3) Cork United (7) Cork Celtic (1) Cork Hibernians (1) Drogheda United (1) Dundalk FC (14) Waterford United (6) Athlone Town (2) Derry City FC (2) Limerick FC (2) Sligo Rovers (3) \| Localisation des clubs irlandais |
| Dublin Shamrock Rovers (21) Shelbourne FC (14) Bohemian FC (11) St. Patrick's Athletic FC (8) Drumcondra FC (5) Saint James's Gate FC (2) Dolphin FC (1) Cork City FC (3) Cork United (7) Cork Celtic (1) Cork Hibernians (1) Drogheda United (1) Dundalk FC (14) Waterford United (6) Athlone Town (2) Derry City FC (2) Limerick FC (2) Sligo Rovers (3)                                        |

| Rang | Club                      | Titres (Premier-Dernier) |
| 1    | Shamrock Rovers           | 21 (1923-2023)           |
| 2    | Dundalk FC                | 14 (1933-2019)           |
| -    | Shelbourne                | 14 (1926-2024)           |
| 4    | Bohemians FC              | 11 (1924-2009)           |
| 5    | St. Patrick's Athletic FC | 8 (1952-2013)            |
| 6    | Cork United/Cork Athletic | 7 (1941-1951)            |
| 7    | Waterford United          | 6 (1966-1973)            |
| 8    | Drumcondra FC             | 5 (1948-1965)            |
| 9    | Sligo Rovers              | 3 (1937-2012)            |
| -    | Cork City FC              | 3 (1993-2017)            |
| 11   | Athlone Town              | 2 (1981-1983)            |
| -    | Derry City FC             | 2 (1989-1997)            |
| -    | Limerick FC               | 2 (1960-1980)            |
| -    | Saint James's Gate FC     | 2 (1922-1940)            |
| 15   | Cork Celtic FC            | 1 (1974)                 |
| -    | Cork Hibernians FC        | 1 (1971)                 |
| -    | Dolphin FC                | 1 (1935)                 |
| -    | Drogheda United           | 1 (2007)                 |

| Rang | Club                  | Doublé (Saisons)             |
| 1    | Shamrock Rovers       | 5 (1932/1964/1985/1986/1987) |
| 2    | Dundalk FC            | 4 (1979/1988/2015/2018)      |
| 3    | Bohemians FC          | 2 (1928/2001)                |
| 4    | Saint James's Gate FC | 1 (1922)                     |
| -    | Derry City FC         | 1 (1989)                     |
| -    | Shelbourne FC         | 1 (2000)                     |
| -    | Cork City FC          | 1 (2017)                     |

| Rang | Club          | Doublé (Saisons) |
| 1    | Cork United   | 1 (1943)         |
| -    | Derry City FC | 1 (1989)         |
| -    | Dundalk FC    | 1 (1981)         |
| -    | Shelbourne FC | 1 (1996)         |
| -    | Longford Town | 1 (2004)         |

| Rang | Club          | Doublé (Saisons) |
| 1    | Shelbourne FC | 2 (1926/1944)    |
| -    | Bohemians FC  | 2 (1975/2009)    |
| 3    | Derry City FC | 1 (1989)         |
| 3    | Dundalk FC    | 1 (2019)         |

## Statistiques
- Plus grand nombre de titres : 21 Shamrock Rovers
- Plus grand nombre de titres consécutifs : 4 Shamrock Rovers de 1984 à 1987 et de 2020 à 2023
- Un seul club a réussi le doublé Championnat d'Irlande/Setanta Sports Cup : Drogheda United en 2007
- Un seul club a réussi le triplé Championnat d'Irlande/Coupe/Coupe de la Ligue d'Irlande : Derry City FC en 1989

### Meilleurs buteurs
| Rang | Nom               | Buts |
| ---- | ----------------- | ---- |
| 1    | Brendan Bradley   | 228  |
| 2    | Jason Byrne       | 207  |
| 3    | Pat Morley        | 180  |
| 4    | Turlough O'Connor | 178  |
| 5    | Donal Leahy       | 163  |

### Longévité
| Rang | Nom          | Buts |
| ---- | ------------ | ---- |
| 1    | Al Finucane  | 618  |
| 2    | Alan O'Neill | 543  |
| 3    | Mik Neville  | 533  |
| 4    | Peter Hutton | 531  |
| 5    | Gary Rogers  | 516  |

## First Division

### Palmarès de la First Division
| Saison | Champion                                            |
| 1986   | Bray Wanderers Association Football Club            |
| 1987   | Derry City Football Club                            |
| 1988   | Athlone Town Football Club                          |
| 1989   | Drogheda United Football Club                       |
| 1990   | Waterford United Football Club                      |
| 1991   | Drogheda United Football Club                       |
| 1992   | Limerick Football Club                              |
| 1993   | Galway United Football Club                         |
| 1994   | Sligo Rovers Football Club                          |
| 1995   | University College Dublin Association Football Club |
| 1996   | Bray Wanderers Association Football Club            |
| 1997   | Kilkenny City Association Football Club             |
| 1998   | Waterford United Football Club                      |
| 1999   | Drogheda United Football Club                       |
| 2000   | Bray Wanderers Association Football Club            |
| 2001   | Dundalk Football Club                               |
| 2002   | Drogheda United Football Club                       |
| 2003   | Waterford United Football Club                      |
| 2003   | Dublin City Football Club                           |
| 2004   | Finn Harps Football Club                            |
| 2005   | Sligo Rovers Football Club                          |

| Saison | Champion                                            |
| 2006   | Shamrock Rovers Football Club                       |
| 2007   | Cobh Ramblers Football Club                         |
| 2008   | Dundalk Football Club                               |
| 2009   | University College Dublin Association Football Club |
| 2010   | Derry City Football Club                            |
| 2011   | Cork City Football Club                             |
| 2012   | Limerick Football Club                              |
| 2013   | Athlone Town Football Club                          |
| 2014   | Longford Town Football Club                         |
| 2015   | Wexford Youths Football Club                        |
| 2016   | Limerick Football Club                              |
| 2017   | Waterford Football Club                             |
| 2018   | University College Dublin Association Football Club |
| 2019   | Shelbourne Football Club                            |
| 2020   | Drogheda United Football Club                       |
| 2021   | Shelbourne Football Club                            |
| 2022   | Cork City FC                                        |
| 2023   | Galway Football Club                                |
| 2024   | Cork City FC                                        |
| 2025   |                                                     |

## Anciens membres
Cette liste reprend la totalité des équipes qui ont été inscrites dans le championnat depuis sa création et qui ne sont plus présentes au plus haut niveau :
- Albert Rovers Football Club
- Bray Unknowns Football Club
- Brideville Football Club
- Brooklyn Football Club
- Cork Football Club
- Cork Athletic Football Club
- Cork Bohemians Football Club
- Cork Celtic Football Club
- Cork Hibernians Football Club
- Cork United Football Club
- Dolphin Football Club
- Drumcondra Football Club
- Dublin City Football Club
- Dublin United Football Club
- Frankfort Football Club
- Home Farm Football Club
- Jacob's Football Club
- Kilkenny City Association Football Club
- Limerick Football Club
- Mervue United Football Club
- Midland Athletic Football Club
- Monaghan United Football Club
- Newcastle West Football Club
- Olympia Football Club
- Pioneers Football Club
- Rathmines Athletic Football Club
- Reds United Football Club
- St. Francis Football Club
- Saint James's Gate Football Club
- Salthill Devon Football Club
- Shelbourne United Football Club
- Sporting Fingal Football Club
- Thurles Town Football Club
- Transport Football Club
- YMCA Football Club